# Бакшеев, Владимир Николаевич
Владимир Николаевич Бакшеев (22 апреля 1970, Красноярск, СССР) — советский и российский футболист, полузащитник, тренер.
Выступления начал в 1988 году во второй лиге чемпионата СССР в клубе «Автомобилист» Красноярск. В 1989 году в командах мастеров не выступал, сезон-1990 вновь провёл в «Автомобилисте». Последнее первенство СССР отыграл в кемеровском «Кузбассе». В 1992—1993 годах был в составе московского «Спартака», но за основную команду в чемпионате провёл только один матч — 14 мая вышел на замену на 66 минуте в гостевом матче против «Зенита» (0:2). Дважды выходил на замену в гостевых матчах Кубка кубков против «Ливерпуля» и «Антверпена». В 1994 году играл в команде первой лиги «Техинвест-М» Московский, два следующих сезона провёл в родном «Металлурге». В 1997—1999 годах играл в раменском «Сатурне», в последний год сыграл 7 матчей в высшем дивизионе. Последний профессиональный клуб — «Носта» Новотроицк (2000).
Затем играл в любительских клубах «Раменье» Раменское (2001), ДОК Красноярск (2002), «Атом» Железногорск (2003—2005). В «Атоме» в 2004 году был старшим тренером. С 2005 года работал тренером ДЮСШ «Металлург» Красноярск.